# Kendis
En kendis eller berømthed er en levende person, som er bredt kendt i sin samtid på grund af omfattende omtale i massemedier som TV, radio, aviser og ugeblade.

## Etymologi
Ordet "kendis" kommer af det svenske ord "kändis", der oprindeligt er opstået som studenterjargon, idet det latinske suffiks "-is", hyppigt anvendt på svensk, tilføjes "känd" (svensk: "kendt").
Ordet "berømthed" er afledt af "berømme". Dette ord har kommer oprindeligt fra indoeuropæisk "karə", der betyder "prise" eller "berømme". Ordet blev til "krā-" og "krāmi-", hvilket på fællesgermansk blev til "χrōmian". Herfra kom det til oldnedertysk som "hrōmian"i betydningen "prale", og afledt af dette ord fik man på nedertysk "berômen", der betyder "rose", "omtale positivt", "være stolt af", "prale af" eller "prale med". Dette ord kom så endelig som låneord til dansk for at bliver til nudansk "berømme".